# بيتر جيمس موريسون
بيتر جيمس موريسون هو سياسي كندي، ولد في 30 أغسطس 1900، وتوفي في 26 أكتوبر 1952. نشط حزبياً في Dominion Labor Party (Alberta) ‏. وقد انتخب عضو الجمعية التشريعية ألبرتا.